# Chris Claremont
Chris Claremont (London, 1950. november 30. –) amerikai képregényíró. 16 éven keresztül (1976–1991) volt írója az Uncanny X-Men történeteinek, mely időszak alatt a képregény a műfaj egyik legsikeresebb sorozatává nőtte ki magát.

## Claremont és az X-Men
Chris Claremont 1975-től 1990-ig írta a Különleges X-Men történeteit.
Szerzői érdemeit mindennél jobban mutatja, hogy a képregényszakmában szinte elképzelhetetlenül hosszú ideig sikerült meggyőznie a Marvel felelős személyiségeit (és természetesen az olvasókat), hogy helyes irányban alakítgatja az X-Men-mitológiát.
Chris Claremont olyan időszakban kapta meg az X-Men szerzői tisztét és olyan időben vállalta fel a csoport megújítását, amikor az X-Men füzet régóta tulajdonképpen már halódott, illetve egy helyben toporgott, amennyiben jó ideje már csak régebbi kalandok újbóli kiadására szolgált.
A Claremont-éra az 1975 májusában megjelent óriás X-Men (Giant-Size X-Men) 1. számának kiadásával kezdődött. Az azóta már legendás borítólapja az új X-csapatot (Árnyék, Viharmadár, Kolosszus, Küklopsz, Vihar és Rozsomák) ábrázolja, amint keresztülszakítják a régi X-eket ábrázoló képet- tulajdonképpen az újság borítólapját. A jelkép teljesen egyértelmű: a régi X-ek csapata és kalandjai már rég nem voltak "életképesek". Az újságban tanúi lehetünk, amint a bajba került tanítványai megsegítésére igyekvő X professzor a világ különböző tájairól összeszedi az új mutánscsapatot. A régiek és az újak ezt követően egyesült erővel legyőzik az ellenséget, aki kis híján a Xavier-tanítványok vesztét okozta: Krakoa, az élő sziget alulmarad a végzetes küzdelemben.
A megújult X-Men hihetetlen sikert aratott.
Betudható ez a diadal olyan tényezőknek, mint az árnyaltabb lélekábrázolás, a réginél sokkal változatosabb csapatösszetétel, a későbbiek során pedig egy addig meglehetősen ritka problémakör: a fajgyűlöletnek, a másság elfogadásának vagy gyilkos elutasításának, az emberi indulatoknak egy "másik emberfaj", a mutánsok, és ilyen módon az egész emberiség sorsára gyakorolt hatása mint a képregény egyik központi témája, csakúgy, mint számos egyéb, sokkal alaposabb elemzést igénylő tényező együttes hatásának.
A szerzőnek sikerült egy olyan összefüggő történetszövetet létrehoznia az évek során, mialatt ő irányította az X-Men sorsát, amelynek egészére sajátos, eposzi hangulat nyomja rá a bélyegét.
Chris Claremontnál az egyéni sorsok egyforma hangsúlyt kapnak, hiszen valamennyi szereplő erőteljes és hiteles egyéniség, akinek módot ad a kibontakozásra. Ha ezt nem teheti meg a többiekkel együtt, akkor ideiglenese - néha véglegesen - külön kell válnia társaitól, hogy megtörténjen, ami megíratott. Ilyen külön kaland volt, amikor Vihar a rejtélyes Nazé segítségével Forge felkutatására indult, miközben párhuzamosan zajlik Plazma és Polaris, Küklopsz és Madelyne illetve Jean Grey tragédiája. Közben lassan kibontakozik Mr. Sinister és a Martalócok valódi kapcsolata.

## Írói stílusa
Dicsérték, mert erős női karaktereket vonultatott fel, mint Vadóc, Vihar vagy Moira MacTaggert.
A munkásságát érő bírálatok legnagyobbrészt elbeszélő-leíró stílusát rosszallják. Claremont karaktereinél rendszeresek a terjedelmes bekezdések, a nagymonológok, amiket kritikusai gyakran erőltetettnek és nem életszerűnek éreznek.
Azt is felróják neki, hogy hajlamosnak bizonyult újra és újra visszatérni bizonyos szereplőkhöz, mint Britannia Kapitány, Vadóc, Sage, Kitty Pryde és különösen Psziché.

## A Marvel képregényeken túl
Claremont egyéb kiadóknak is dolgozott, úgy mint a Star Trek „Debt of Honor” grafikus novella, a „Sovereign Seven” a DC Comics számára és az „Aliens vs Predator” a Dark Horse Comics részére.

## Megjelenése egyéb médiában
Claremont egy snitt erejére megjelenik az X-Men: Az ellenállás vége című mozifilmben, a jelenet Jean Grey életének elmúlt eseményeit dolgozza fel. A szereplőlistán a „Lawnmower man”-ként (tehát „Fűnyíró ember”) tüntették fel.

## Magyarul
- Chris Claremont–Frank Miller: Rozsomák. Adósság és becsület; rajz Josef Rubinstein, ford. Kvaszta Ádám; Goodinvest, Bp., 2007
- Chris Claremont–Len Wein: X-men. Új nemzedék; rajz Dave Cockrum, ford., előszó Pusztai Dániel; Képkocka, Bp., 2017 (Marvel klasszikusok)